# Tennistavolo alla XXVI Universiade
Gli incontri di tennistavolo alla XXVI Universiade sono stati disputati dal 13 al 20 agosto 2011 alla Shenzhen Bay Sport Center Gym di Shenzhen.

## Podi

### Uomini
| Evento             | Oro                                             | Argento                                                                             | Bronzo                                                                          |
| Singolare maschile | Xu Xin                                          | Yan An                                                                              | Fang Bo                                                                         |
| Singolare maschile | Xu Xin                                          | Yan An                                                                              | Kenji Matsudaira                                                                |
| Doppio maschile    | Cina Xu Xin Yan An                              | Taipei Cinese Wang Yitse Chen Chien-An                                              | Cina Shang Kun Fang Bo                                                          |
| Doppio maschile    | Cina Xu Xin Yan An                              | Taipei Cinese Wang Yitse Chen Chien-An                                              | Giappone Jin Ueda Kenji Matsudaira                                              |
| A squadre maschile | Cina Fang Bo Hu Bingtao Shang Kun Xu Xin Yan An | Giappone Ryusuke Karube Hiromitsu Kasahara Kenji Matsudaira Kentaro Miuchi Jin Ueda | Taipei Cinese Chen Chien-An Fu Enti Huang Sheng-Sheng Fu Enti Huang Sheng-Sheng |
| A squadre maschile | Cina Fang Bo Hu Bingtao Shang Kun Xu Xin Yan An | Giappone Ryusuke Karube Hiromitsu Kasahara Kenji Matsudaira Kentaro Miuchi Jin Ueda | Francia Thomas Le Breton Emmanuel Lebesson Adrien Mattenet Abdel-Kader Salifou  |

### Donne
| Evento              | Oro                                                          | Argento                                                                     | Bronzo                                                                       |
| Singolare femminile | Rao Jingwen                                                  | Fan Ying                                                                    | Ma Yuefei                                                                    |
| Singolare femminile | Rao Jingwen                                                  | Fan Ying                                                                    | Xiong Xinyun                                                                 |
| Doppio femminile    | Cina Ma Yuefei Rao Jingwen                                   | Cina Xiong Xinyun Tang Liying                                               | Rep. Ceca Iveta Vacenovská Dana Hadačová                                     |
| Doppio femminile    | Cina Ma Yuefei Rao Jingwen                                   | Cina Xiong Xinyun Tang Liying                                               | Corea del Sud Jee Min-Hyung Moon Mi-Ra                                       |
| A squadre femminile | Cina Fan Ying Ma Yuefei Rao Jingwen Tang Liying Xiong Xinyun | Giappone Yuko Fujii Yuka Ishigaki Marina Matsuzawa Shiho Ono Yuri Yamanashi | Romania Ioana Ghemes Elizabeta Samara Anamaria Sebe                          |
| A squadre femminile | Cina Fan Ying Ma Yuefei Rao Jingwen Tang Liying Xiong Xinyun | Giappone Yuko Fujii Yuka Ishigaki Marina Matsuzawa Shiho Ono Yuri Yamanashi | Taipei Cinese Chen Szuyu Cheng I-Ching Huang Yi-Hua Lee I-Chen Liu Hsing-Yin |

### Misti
| Evento       | Oro                        | Argento                               | Bronzo                                       |
| Doppio misto | Cina Shang Kun Rao Jingwen | Giappone Kentaro Miuchi Yuka Ishigaki | Corea del Sud Lee Jae-Hun Kim So-Ri          |
| Doppio misto | Cina Shang Kun Rao Jingwen | Giappone Kentaro Miuchi Yuka Ishigaki | Taipei Cinese Huang Sheng-Sheng Huang Yi-Hua |

## Medagliere
| Posizione | Paese         |   |   |    | Totale |
| --------- | ------------- | - | - | -- | ------ |
| 1         | Cina          | 7 | 3 | 4  | 14     |
| 2         | Giappone      | 0 | 3 | 2  | 5      |
| 3         | Taipei Cinese | 0 | 1 | 3  | 4      |
| 4         | Corea del Sud | 0 | 0 | 2  | 2      |
| 5         | Francia       | 0 | 0 | 1  | 1      |
| 5         | Rep. Ceca     | 0 | 0 | 1  | 1      |
| 5         | Romania       | 0 | 0 | 1  | 1      |
| Totale    | Totale        | 7 | 7 | 14 | 28     |